# Храм на сводах
Храм на сводах, Базилика на горе — останки христианского храма, датируемого концом X — началом XI века, в Херсонесе Таврическом. Объект культурного наследия федерального значения. 

## Описание
Был раскопан в 1891 год. Работы по консервации и реставрации храма в последний раз были проведены в 2014 году. Храм представлял собой крестово-купольное сооружение. Размеры храма — 10,3 × 6 м. Стены выложены из обработанного камня на известковом растворе, без использования кирпича. В подвальном этаже размещались усыпальницы. Усыпальница делилась шестью массивными устоями на три параллельные галереи, перекрытые цилиндрическими сводами. Арки, опирающиеся на столбы в подземной части храма воспроизводят крестовую композицию верхней части постройки. Главный вход в обширную гробницу-катакомбу вел по лестнице из трех ступеней, а ещё два находились со стороны северного и южного нефов. Со временем один из этих боковых входов заложили кирпичами. Сам склеп с пятью стенными нишами квадратной и полукруглой форм разделен на среднее и два боковых вытянутых помещения, проходы между которыми перекрыты прочными сводами, поддерживавшими пол крестовокупольной церкви-усыпальницы. В усыпальнице найдены несколько бронзовых пуговок, перстней, серег, бронзовых и стеклянных браслетов, бронзовый и кипарисовый кресты, кипарисовый гребень и шнурок.
- План раскопа
- Храм на сводах

Наземная часть храма в плане представляет собой квадрат, разделенный четырьмя квадратными столбами на три нефа, заканчивающиеся небольшими апсидами, центральная из них чуть больше боковых и расширяется в сторону центрального пространства двумя уступами. Эта черта характерна для архитектурной моды Византии после X века. Храм перекрывался куполом на барабане поддерживаемом столбы. Столбы были соединены арками, как между собой, так и со стенами. С юго-западной стороны расположен узкий притвор. С юга к храму пристроена галерея. Культурный слой мощностью до 1 метра состоял из фрагментов столовой и тарной керамики. Здание исследовано не полностью.
Время его предположительного строительства — конец X — начало XI века и уничтожения в XIII—XIV веках. Он расположен ближе к морю, в низине, перед пологим подъёмом к возвышенной западной части городища. К. К. Косцюшко-Валюжинич не обнаружил на примыкавшем участке следов построек поздневизантийского периода и поэтому предположил, что здесь находилась городская площадь.